# Hybauchenidium gibbosum
Hybauchenidium gibbosum là một loài nhện trong họ Linyphiidae.
Loài này thuộc chi Hybauchenidium. Hybauchenidium gibbosum được William Sørensen miêu tả năm 1898.